# Federico Luis
Federico Luis Tachella (nascut el 1990), també conegut professionalment com a Federico Luis, és un cineasta argentí. El seu llargmetratge de debut Simón de la montaña va ser guardonat amb el Gran Premi de la Setmana de la Crítica al 77è Festival Internacional de Cinema de Canes.

## Primers anys i educació
Luis va néixer a Buenos Aires i es va graduar a la Universitat de Buenos Aires amb una llicenciatura en Ciències de la Comunicació Social.

## Carrera
El 2013, Luis va dirigir el curtmetratge Vidrios juntament amb Ignacio Bollini. El seu curtmetratge La Siesta va debutar a la Competició Oficial de Curtmetratges del 72è Festival Internacional de Cinema de Canes. Posteriorment es va projectar al Festival Internacional de Cinema de Toronto de 2019, on va rebre una menció honorífica al concurs del Millor Curtmetratge Internacional, i va ser guardonat amb el premi al Millor Curtmetratge al Buenos Aires Festival Internacional de Cinema Independent d'aquell any.
El 2023, el curtmetratge documental de Luis At That Very Moment va ser reconegut com el Millor Curtmetratge al Festival Internacional de Cinema Documental d'Amsterdam d'aquell any. El seu llargmetratge de debut, Simón de la montaña, fou estrenat a la Setmana de la Crítica al 77è Festival Internacional de Cinema de Canes, on fou candidata a la Càmera d'Or. La pel·lícula va ser guardonada amb el Gran Premi de la Setmana de la Crítica.

## Filmografia
| Any  | Títol               | Notes                                       | Ref.  |
| ---- | ------------------- | ------------------------------------------- | ----- |
| 2013 | Vidrios/Glass       | Curtmetratge co-dirigit amb Ignacio Bollini | [ 4 ] |
| 2019 | La Siesta           | Curtmetratge                                | [ 1 ] |
| 2023 | At That Very Moment | Curtmetratge                                | [ 5 ] |
| 2024 | Simón de la montaña | N/D                                         | [ 3 ] |

## Premis i nominacions
| Any  | Premi                                                     | Categoria                              | Treball nominat     | Resultat          | Ref.        |
| ---- | --------------------------------------------------------- | -------------------------------------- | ------------------- | ----------------- | ----------- |
| 2019 | Festival Internacional de Cinema de Canes                 | Competició Oficial de Curtmetratges    | La Siesta           | Nominat           | [ 1 ]       |
| 2019 | Buenos Aires Festival Internacional de Cinema Independent | Millor Curtmetratge                    | La Siesta           | Guanyador         | [ 1 ]       |
| 2019 | Festival Internacional de Cinema de Toronto               | Millor Curtmetratge Internacional      | La Siesta           | Menció honorífica | [ 1 ]       |
| 2023 | Festival Internacional de Cinema Documental d'Amsterdam   | Millor Curtmetratge                    | At That Very Moment | Guanyador         | [ 1 ] [ 5 ] |
| 2024 | Festival Internacional de Cinema de Canes                 | Camera d'Or                            | Simón de la montaña | Nominat           | [ 6 ]       |
| 2024 | Festival Internacional de Cinema de Canes                 | Gran Premi de la Setmana de la Crítica | Simón de la montaña | Guanyador         | [ 3 ]       |